# Kemira

Kemira é uma empresa química finlandesa fundada em 1920 e tem operações na Europa, America do Norte, America do Sul e Leste da Ásia e sua sede em Helsinki, Finlândia,  o grupo atua em produtos químicos para indústrias de papel de celulose, químicas para tratamento de água e em separação de misturas. a empresa tinha uma divisão de fertilizantes, porém em 2004 a Kemira separou a divisão de fertilizantes e a batizou de Kemira GrowHow.

## Clientes da Kemira
- Indústrias de papel e celulose
- Tratamento de água municipal
- Tratamento de água industrial
- Indústrias de petróleo e gás
- Indústria extrativa mineral
- Indústria farmacêutica
- Indústrias de produtos de limpeza
- Indústria de alimentos